# Pantikapaion

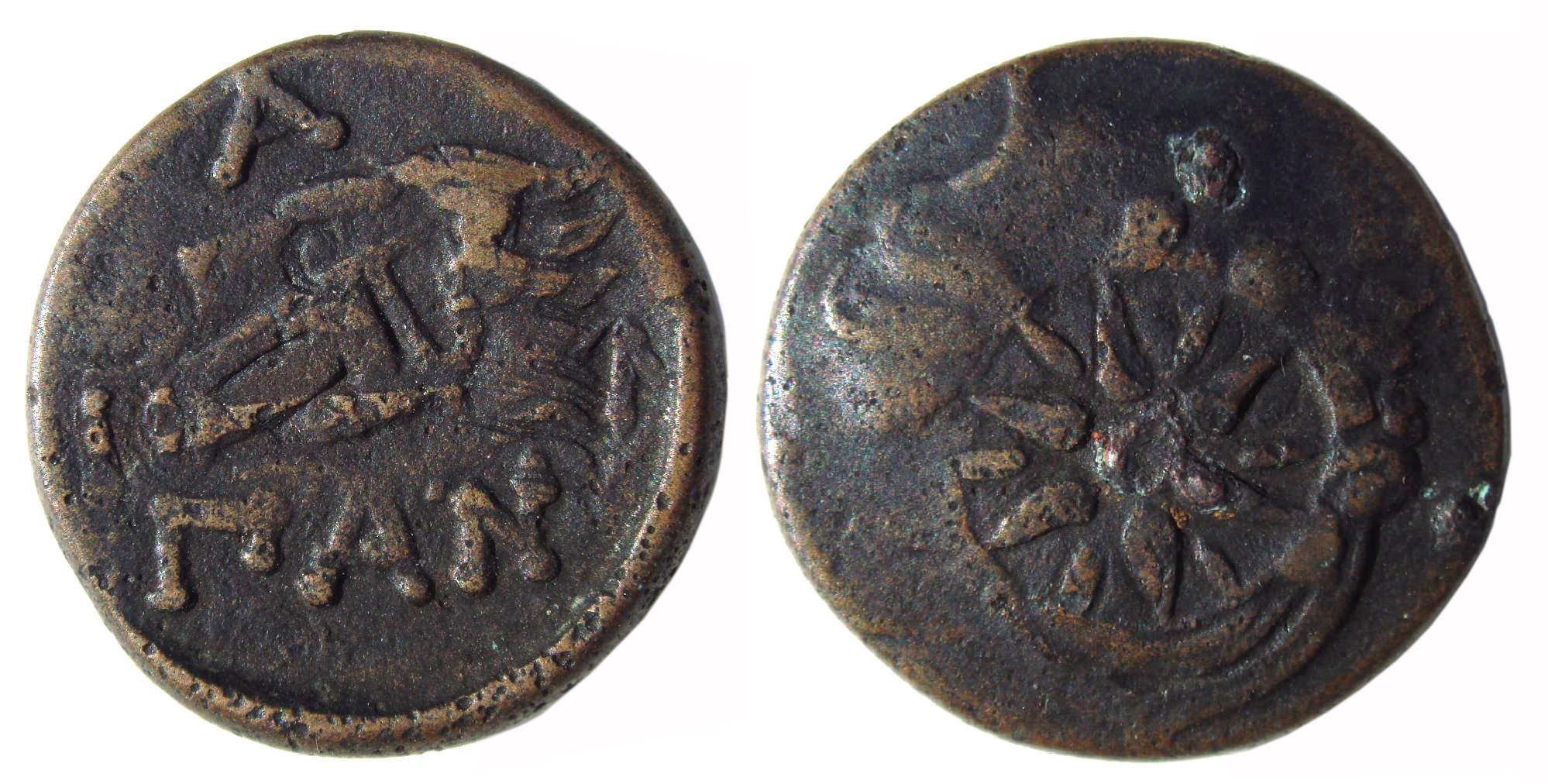
Pantikapaionból előkerült trák pénz az i. e. 2. századból

Pantikapaion (ógörögül: Παντικάπαιον, latinul: Panticapaeum) a görög gyarmatosítás során alapított görög gyarmatváros. A települést az Azovi-tenger (akkor Maiotisz) és a Földközi-tenger (akkor Pontosz Euxeinosz) közti tengerszoros ellenőrzésére hozták létre a nyugati parton milétoszi telepesek. Az alapítás indokai hasonlóak voltak Büzantion alapításához, amely a Boszporoszt tartotta ellenőrzése alatt. A büzantioni szorost ettől kezdve Boszporosz he Trákiké (trákiai Boszporosz), a pantikapaioni szorost pedig kimmer Boszporosz néven nevezték.

## Története
Az i. e. 6. század második negyedében Milétosz kifejezetten a Fekete-tenger északi partvidékére koncentrált. Több más anyaországi város is alapított gyarmatvárosokat a térségben, így például Teósz Phanagoriát a szoros keleti oldalán. A szoros használatáért fizetett vámok mellett Pantikapaion gazdasága a gabonatermesztésen és a halászaton alapult.
A város i. e. 494 után azonban Athén érdekszférájába került, mivel ekkor elfoglalták a perzsák Milétoszt. Athén már régóta szeretett volna bekapcsolódni a térség gyarmatosításába és kereskedelmébe, amelyet eddig Milétosz megakadályozott. Ettől kezdve a pantikapaioni gabona, sózott hal és takarmány elsődleges felvevő piaca Athén lett, ugyanakkor az athéni iparcikkek megjelentek a boszporoszi településeken. Démoszthenész egy beszéde azt állítja, hogy az Athénben elfogyasztott gabona fele innen származik. Athénnek elővásárlási joga volt az itteni élelmiszerekre. A városban jelentős a szőlőművelés és borkészítés is.
Pantikapaion vezetői athéni mintára arkhónnak nevezték magukat, Athénnal kereskedtek és velük szövetségben harcoltak a más görög városok fennhatósága alá tartozó gyarmatvárosok ellen. Hatalmuk egyre terjedt a Krím-félszigeten, majd a Maiotisz térségében, míg az i. e. 4. század első felétől a Boszporoszi Királyság fővárosává lett.
Az idők során többször változott a lakosság etnikai összetétele. Eredetileg kimmer közeg volt, de már az i. e. 6. század folyamán trák bevándorlás tapasztalható, majd megjelentek a szkíták. A görög származású Arkhaianaktidákat (latinul: Archaeanactida) a trák Szpartokidák (latinul Spartocida) váltották. Az i. e. 4. századtól hanyatlás tapasztalható, mivel a szarmatákkal több konfliktus adódott, valamint a görög élelmiszerkereskedelem hangsúlya egyre inkább az egyiptomi gabona felé tolódott el. Az utolsó átadta a hatalmat VI. Mithridatész pontoszi királynak, hogy védje meg Boszporoszt a betörő népektől. V. Pairiszadészt végül a szkíta Szaumakhosz meggyilkolta, és a Mithridatész által küldött Diophantészt elkergette. A pontoszi király végül elfoglalta Boszporoszt, és maga is Pantikapaionba költözött. Itt halt meg fia, Pharnakész és a város lázadása során.
Miután Pontoszból Pontus provincia lett, Pantikapaion is egy római cliens-királyság fővárosává vált Panticapaeum néven. I. e. 63-ban a város nagy részét földrengés pusztította el. A gótok és hunok vándorlása időszakában másodrendű kisvárossá vált.

## Régészete
A település történetére nézve a régészeti leletek is tájékoztatásul szolgálnak. Az első évszázadokban szinte kizárólag görög importtermékek találhatók rodoszi, korinthoszi, szamoszi és athéni műhelyekből. A kercsi kerámia speciálisan Pantikapaion számára Athénben gyártott edénytípus, mint a megarai tálak, de a terrakotta-áruk és a fémtárgyak is ezek közé tartoznak. A helyi mesterek a görög stílusokat követték, talán azért, mert onnan származtak, talán csak azért, mert a kor divatja ezt követelte meg. A város már az i. e. 6. század közepén saját ezüstpénzt vert, az első saját verésű aranypénzek az i. e. 4. században tűntek fel. A legkorábbi időkben is voltak vasműves és bronzműves műhelyek. Ezekről feltételezik, hogy a helyi etnikumok, a maiótészek, szkíták és szarmaták tagjai voltak.
Pantikapaion régészeti feltárása már a 19. század óta folyik. A város a Mithridatész-hegy oldalában épült. Teraszos, támfalas szerkezetű. A meredek hegyoldalakon az esős és hűvös éghajlat miatt az épületek az anyaországban ismeretlen magastetőkkel épültek, és vastag falúak. Ovidius, akit „csak” Tomisz városba száműztek, ami nincs olyan messze északon, így panaszkodott: „Ezen a helyen nincs más, mint ellenségek, hideg tenger és hideg levegő... csukott szemmel is láthatjuk Pontus jegét” (Ovidius: Tristia, II. 185 kk., Ex Ponto VII.1–10.). A magánházak között van olyan, amelyik már a késői 7. században is állt, ezért feltehető, hogy a milétoszi kolónia egy létező falu mellé települt. Ezek egyszerű, négyszögletes, egy helyiségből álló lakások. A 6. század folyamán a házakhoz még egy, vagy akár több helyiséget is kapcsoltak. A gazdagabb polgárok frekókkal díszített falakat is megengedhettek maguknak. A 3. és 2. században már oszlopcsarnokokat is építettek, a szobákat stukkóval és terrakotta diszcsíkokkal látták el.
A többi görög poliszhoz hasonlóan az Akropolisz (fellegvár) is felépült, legkésőbb az i. e. 5. század folyamán. A fellegvár területén már az i. e. 6. században állt egy ión stílusú, 40×20 méter alapterületű templom. Nem ismert, hogy melyik istennek szentelték, Diggers szerint Apollón temploma volt. Ismert rajta kívül még Aphrodité temploma is, amely istennő egész Boszporoszban kiemelt tiszteletben részesült. A korai templomok közé tartozik az epheszoszi Artemisz kegyhelye is.
A város az i. e. 4. században 100 hektáros területre terjedt ki és nagy népességet tartott el. Szinte egyedülálló híressége a kurgánszerű temetkezési építmények megjelenése, amelyben folyosó vezet a sírkamrához, és a felépítménye négyzet vagy téglalap alapú. Az egyik legszebb sír Hegeszipposzé.

## Lásd még
- Boszporoszi Királyság